# The Acolyte
The Acolyte är en amerikansk TV-serie från 2024, skapad av Leslye Headland för streamingtjänsten Disney+. Det är en del av Star Wars-franchisen, och utspelar sig 100 år innan originalfilmerna i vad som kallas High Republic-eran. Huvudrollerna spelas av Amandla Stenberg och Lee Jung-jae.
Serien består av åtta avsnitt, där de två första avsnitten hade premiär i Sverige den 5 juni 2024 på Disney+.

## Handling
The Acolyte utspelar sig i slutet av High Republic-eran i en värld av "skuggiga hemligheter och framväxande mörka sidokrafter", ungefär 100 år före Star Wars: Episod I – Det mörka hotet. En före detta Padawan återförenas med sin jedimästare för att utreda en rad brott, men de krafter de konfronteras med är mer olycksbådande än de någonsin anat.

## Rollista (i urval)
Källor: 
- Amandla Stenberg – Osha och Mae Aniseya, två tvillingar[10]
- Lee Jung-jae – Sol, en jedimästare
- Charlie Barnett – Yord Fandar, en jedi
- Dafne Keen – Jecki Lon, en ung padawan
- Rebecca Henderson – Vernestra Rwoh
- Jodie Turner-Smith – Mother Aniseya
- Carrie-Anne Moss – Indara, en jedimästare
- Manny Jacinto – Qimir
- Dean-Charles Chapman – Torbin
- Joonas Suotamo – Kelnacca, en Wookiee-jedimästare[11]
- Margarita Levieva – Mother Koril
- Abigail Thorn – Eurus

## Produktion
Leslye Headland uttryckte intresse för att arbeta inom Star Wars-franchisen i slutet av 2019 och blev i april 2020 klar för att skriva en ny serie för streamingtjänsten Disney+. Serien tillkännagavs med titeln The Acolyte i december samma år.
Inspelningarna av serien påbörjades i slutet av oktober 2022 på Shinfield Studios i Storbritannien.
The Acolyte gick över sin budget och fick en produktionskostnad på $230 miljoner. Något som tidigare rapporterades vara $180 miljoner.

## Mottagande
The Acolyte togs emot mycket väl av kritiker och har på Rotten Tomatoes 84% i positiva recensioner. I Sverige mottogs den något svalare med mestadels medelbetyg. Serien sågs av över 11 miljoner tittare under de första fem dagarna, vilket gör den till den andra mest tittade Star Wars-serien efter Ahsoka.
Serien fick ett polariserat mottagande från viss publik som såg serien som "kvinno-centrerad" efter att Stenberg som använder både pronomen hon/henne och hen, fick rollen. Även efter trailern släpptes tyckte de att kvinnor och mångfald i rollbesättningen var överrepresenterade. När serien väl släpptes blev den anklagad för att vara "woke" och regissören Headland för att trycka på en LGBTQ+ agenda. Därmed utsattes serien för en riktad kampanj för att rösta ned betyget på filmsidor och blev review bombad. När amerikanska journalister jämförde serien med andra Star Wars-serier tyckte de betyget var ovanligt lågt även för riktade hatkampanjer. De upptäckte då att många recensioner var skapade med AI och konton som startats och bara röstat på en enda serie - The Acolyte. När Headland skämtade om att R2-D2 var lesbisk blev kampanjen än värre. Hon har också svarat att hon sympatiserar med de som är besvikna på de senaste Star Wars-produktionerna men sa samtidigt: "De som sysselsätter sig med trångsynthet, rasism och hets mot folkgrupp anser jag inte vara fans".